# Teatre romà de Palmira
El Teatre romà de Palmira (àrab: المسرح الروماني بتدمر, al-Masraḥ ar-Rūmānī bi-Tadmur) és un teatre romà a l'antiga ciutat de Palmira, al Desert sirià. La construcció, inacabada, data del segle ii, del període de la dinastia Severa. Les restes restaurades del teatre han servit fins a dates recents per acollir anualment el Festival de Palmira. Sota el control de l'Estat Islàmic s'ha fet servir per a cerimònies d'execució.

## Descripció
Al segle ii dC es va construir el teatre al centre d'una plaça semicircular rodejada d'una columnata que s'obre cap a la Porta Sud de Palmira. Es tractava d'una plaça de 82 per 104 metres situada al sud-oest de la principal Avinguda columnada de Palmira. L'inacabat càvea té 92 metres de diàmetre i consisteix només en un ima cavea, la secció més baixa del càvea, directament envoltant l'orquestra. El ima cavea s'organitza en onze cunei de dotze files cadascun i queda enfront del cardo maximus que va de nord a nord-est. L'aditus maximus del teatre, la seva entrada principal, és de 3,5 metres d'amplada, donant pas a l'espai de l'orquestra de 23,5 metres de paviment empedrat. L'orquestra queda dins d'una paret circular amb un diàmetre de 20,3 metres.
La paret del mur prosceni és decorada amb deu fornícules corbes i nou rectangulars col·locades alternativament. L'escenari mesura 45,5 per 10,5 metres i s'hi accedeix per dues escales. El scaenae frons va tenir cinc portes: l'entrada principal, o regia, construïda en una fornícula ampla i corbada; dues portes de convidats, o hospitalis, a cada costat del regia formant fornícules rectangulars superficials; i dues portes extres, a cada extrem de l'escenari. Se sap que hi va haver una estàtua de l'emperador Nero a la fornícula regia. Les columnes a l'escenari són decorades en ordre corinti.
En la dècada de 1950 el teatre va ser netejat de la sorra i a continuació s'hi van fer feines de restauració.
En el context de la guerra civil siriana, al maig 2015, l'Estat islàmic va prendre el control ple de Palmira. A principis de juliol del mateix any el grup armat va difondre un vídeo que mostra 25 membres adolescents del grup executant amb un tret al cap a un nombre similar d'homes adults presoners vestits amb roba militar fosca i agenollats davant seu dalt de l'escenari del teatre romà.

## Galeria

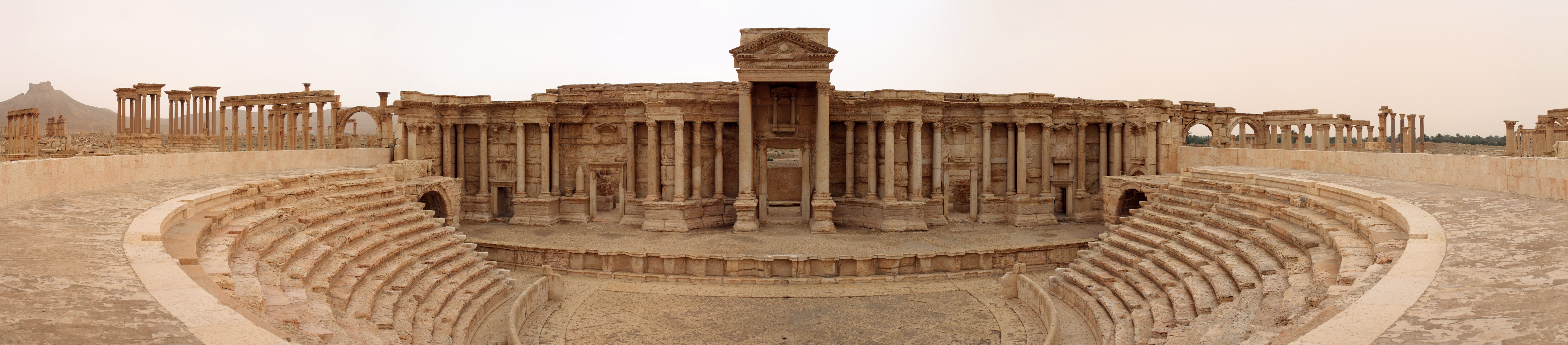
Vista panoràmica de l'escenari i la cavea del teatre des de dalt de les grades
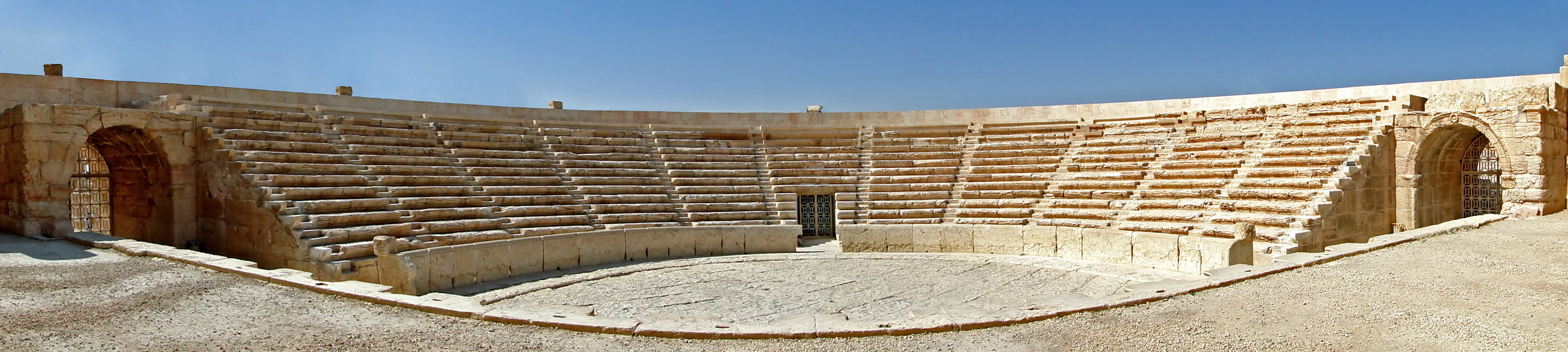
Vista panoràmica de la cavea i les grades des de l'escenari